# Cophixalus peninsularis
Cophixalus peninsularis és una espècie de granota que viu a Austràlia.